# Halowe Mistrzostwa Polski Seniorów w Lekkoatletyce 1978
19. Halowe Mistrzostwa Polski Seniorów w Lekkoatletyce – zawody sportowe, które rozegrano 25 i 26 lutego 1978 w Zabrzu, w hali Górnika.

## Rezultaty

### Mężczyźni
| Konkurencja:              | 1. miejsce                             | Rezultat | 2. miejsce                              | Rezultat | 3. miejsce                             | Rezultat |
| Bieg na 60 m              | Marian Woronin Legia Warszawa          | 6,70     | Jan Alończyk AZS Wrocław                | 6,78     | Zenon Licznerski Legia Warszawa        | 6,81     |
| Bieg na 400 m             | Ryszard Podlas Śląsk Wrocław           | 47,45    | Edward Antczak AZS Warszawa             | 47,49    | Janusz Koziarz Górnik Zabrze           | 48,24    |
| Bieg na 800 m             | Marian Gęsicki Zawisza Bydgoszcz       | 1:47,9   | Paweł Szweda ROW Rybnik                 | 1:48,5   | Kazimierz Kowalski Zawisza Bydgoszcz   | 1:50,0   |
| Bieg na 1500 m            | Włodzimierz Matosz Oleśniczanka        | 3:47,7   | Daniel Jańczuk Śląsk Wrocław            | 3:47,3   | Piotr Mańkowski Olimpia Poznań         | 3:47,8   |
| Bieg na 3000 m            | Józef Ziubrak Olimpia Poznań           | 7:57,5   | Henryk Wasilewski Orkan Poznań          | 7:57,9   | Leopold Tomaszewicz Flota Gdynia       | 8:02,8   |
| Bieg na 60 m przez płotki | Jan Pusty Orkan Poznań                 | 7,77     | Romuald Giegiel AZS Warszawa            | 7,87     | Andrzej Ziółkowski Polonia Warszawa    | 7,98     |
| Skok wzwyż                | Jacek Wszoła AZS Warszawa              | 2,20     | Jarosław Gwóźdź Zawisza Bydgoszcz       | 2,17     | Janusz Rybczyński Gwardia Warszawa     | 2,14     |
| Skok o tyczce             | Tadeusz Ślusarski Skra Warszawa        | 5,52     | Władysław Kozakiewicz Bałtyk Gdynia     | 5,52     | Leszek Hołownia Zawisza Bydgoszcz      | 5,35     |
| Skok w dal                | Grzegorz Cybulski Lubtour Zielona Góra | 7,70     | Marek Chludziński Warszawianka          | 7,67     | Stanisław Szydłowski AZS Wrocław       | 7,52     |
| Trójskok                  | Eugeniusz Biskupski Legia Warszawa     | 16,35    | Michał Joachimowski Budowlani Bydgoszcz | 16,00    | Wojciech Spychalski Budowlani Szczecin | 15,75    |
| Pchnięcie kulą            | Władysław Komar Polonia Warszawa       | 20,08    | Andrzej Bembnista Zawisza Bydgoszcz     | 18,48    | Edward Sarul Górnik Zabrze             | 17,75    |
| Siedmiobój                | Włodzimierz Jurkowski Legia Warszawa   | 5370     | Marek Cisowski AZS Poznań               | 5290     | Wojciech Podsiadło Novi Kielce         | 5238     |

### Kobiety
| Konkurencja:              | 1. miejsce                        | Rezultat | 2. miejsce                          | Rezultat | 3. miejsce                           | Rezultat |
| Bieg na 60 m              | Ewa Długołęcka Legia Warszawa     | 7,42     | Małgorzata Bogucka Gwardia Warszawa | 7,48     | Bogusława Kaniecka Górnik Zabrze     | 7,56     |
| Bieg na 400 m             | Krystyna Kacperczyk Skra Warszawa | 55,34    | Barbara Zgadzaj Górnik Zabrze       | 56,08    | Beata Łukaszów Śląsk Wrocław         | 56,51    |
| Bieg na 800 m             | Elżbieta Katolik Wisła Kraków     | 2:03,6   | Zofia Zwolińska Gwardia Warszawa    | 2:06,3   | Ewa Głódź Juvenia Wrocław            | 2:07,0   |
| Bieg na 60 m przez płotki | Grażyna Rabsztyn Gwardia Warszawa | 8,05     | Zofia Bielczyk Polonia Warszawa     | 8,23     | Elżbieta Rabsztyn Gwardia Warszawa   | 8,26     |
| Skok wzwyż                | Urszula Kielan Gwardia Warszawa   | 1,87     | Danuta Bułkowska Victoria Racibórz  | 1,81     | Zyta Homziuk AZS Warszawa            | 1,78     |
| Skok w dal                | Anna Włodarczyk AZS Warszawa      | 6,45     | Barbara Wojnar Resovia              | 6,17     | Ewa Garczyńska AZS Wrocław           | 6,12     |
| Pchnięcie kulą            | Beata Habrzyk Górnik Zabrze       | 17,32    | Bożena Wojciekian AZS Wrocław       | 17,04    | Janina Kalina Wisła Kraków           | 15,30    |
| Pięciobój                 | Danuta Cały Zagłębie Lubin        | 3898     | Anna Bubała Górnik Zabrze           | 3817     | Małgorzata Guzowska Gwardia Warszawa | 3806     |